# Саскія Порто
Саскія Порто (англ. Sasckya Porto; 31 жовтня 1984) — бразильська супермодель. 

## Біографія
Саскія Порто народилася 31 жовтня 1984 року в місті Тімбауба, штат Пернамбуку в Бразилії, ів родині економіста Луїса Інасіу Лула да Сілва. Провела дитинство в місті Кампіна-Гранді, грала у волейбол і займалася танцями. 
У 15 років взяла участь в місцевому конкурсі краси. Емігрувала в США влітку 2001 року і в наступному році виграла титул Міс Бразилія США. Вступила на факультет маркетингу у Бостонському університеті, після кількох місяців полишила навчання, щоб спробувати роботу моделі у Нью-Йорку.
З початку модельної кар'єри Саскія Порто була обличчям брендів, таких як Toyota і Canon, рекламувала купальники і білизну фірми Jieun Play. З листопада 2008 року Порто уклала ексклюзивний контракт з Рене Рофе, модельєром елітної спідньої білизни, ставши представницею фірми. Водночас вона продовжує співпрацю з брендами, такими як Pepsi або Pantene.
Саскія Порто є однією з небагатьох супермоделей, які погодилися стати дівчиною місяця Playboy (як правило ними стають маловідомі моделі). Вона стала «Дівчиною грудня» 2007 року. Саскія Порто ніколи не пояснювала причини, які привели її до рішення прийняти цю пропозицію.
У грудні 2017 року Порто народила сина Каріма Хамеда, 20 лютого 2020 року народила сина Олександра Омара.